# Zijemlje (Istočni Mostar)
Pour les articles homonymes, voir Zijemlje.
Zijemlje (en serbe cyrillique : Зијемље) est un village de Bosnie-Herzégovine. Il est situé dans la municipalité d'Istočni Mostar et dans la république serbe de Bosnie. Selon les premiers résultats du recensement bosnien de 2013, il compte 210 habitants.
Après la guerre de Bosnie-Herzégovine et à la suite des accords de Dayton (1995), le village de Zijemlje, qui faisait partie de la municipalité de Mostar a été partiellement rattaché à la municipalité d'Istočni Mostar, nouvellement créée et intégrée à la république serbe de Bosnie. Il en est devenu le centre administratif.

## Démographie

### Évolution historique de la population dans la localité
| 1948 | 1953 | 1961 | 1971 | 1981 | 1991 | 2013 |
| ---- | ---- | ---- | ---- | ---- | ---- | ---- |
| -    | -    | 910  | 725  | 358  | 153, | 210  |

|  |